# Гудієв Віталій Казимирович
Віталій Казимирович Гудієв (рос. Вита́лий Казими́рович Гуди́ев, нар. 22 квітня 1995, Владикавказ, Росія) — російський футболіст, воротар клубу «Факел» (Воронеж).

## Ігрова кар'єра

### Клубна
Віталій Гудієв почав займатися футболом у своєму рідному місті Владикавказ — в академії місцевого клубу «Аланія». У червні 2011 року воротар дебютував на професійному рівні, коли вийшов на заміну у матчі ФНЛ. 27 жовтня 2012 року Гудієв провів свою першу гру в елітному дивізіоні чемпіонату Росії, відігравши повний матч проти пітерського «Зеніта».
У лютому 2014 року Гудієв перейшов до грозненського «Ахмата», який на той момент носив назву «Терек». В клубі воротар відіграв до 2022 року, після чого на правах вільного агента перейшов до «Хімок». Вже в червні 2023 року Віталій приєднався до воронезького «Факела», з яким підписав дворічний контракт.

### Збірна
У 2015 році Віталій Гудієв провів одну гру в складі молодіжної збірної Росії.